# Hypsilurus boydii
Hypsilurus boydii hay Lophosaurus boydii là một loài thằn lằn trong họ Agamidae. Loài này được Macleay mô tả khoa học đầu tiên năm 1884.

## Hình ảnh

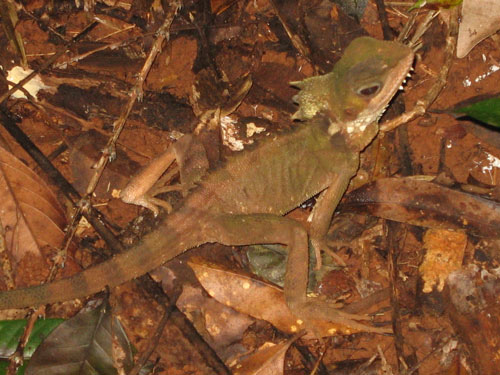
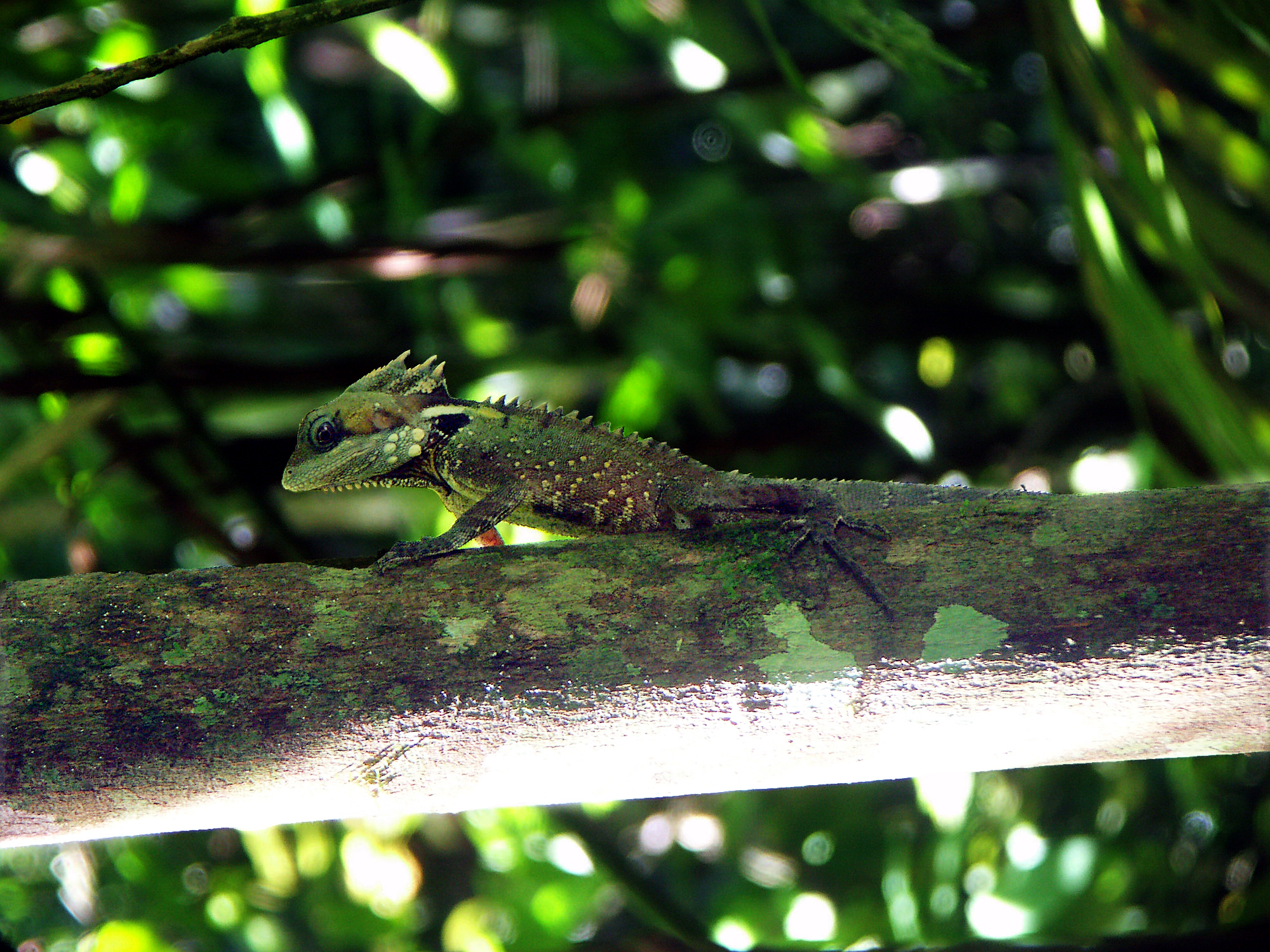
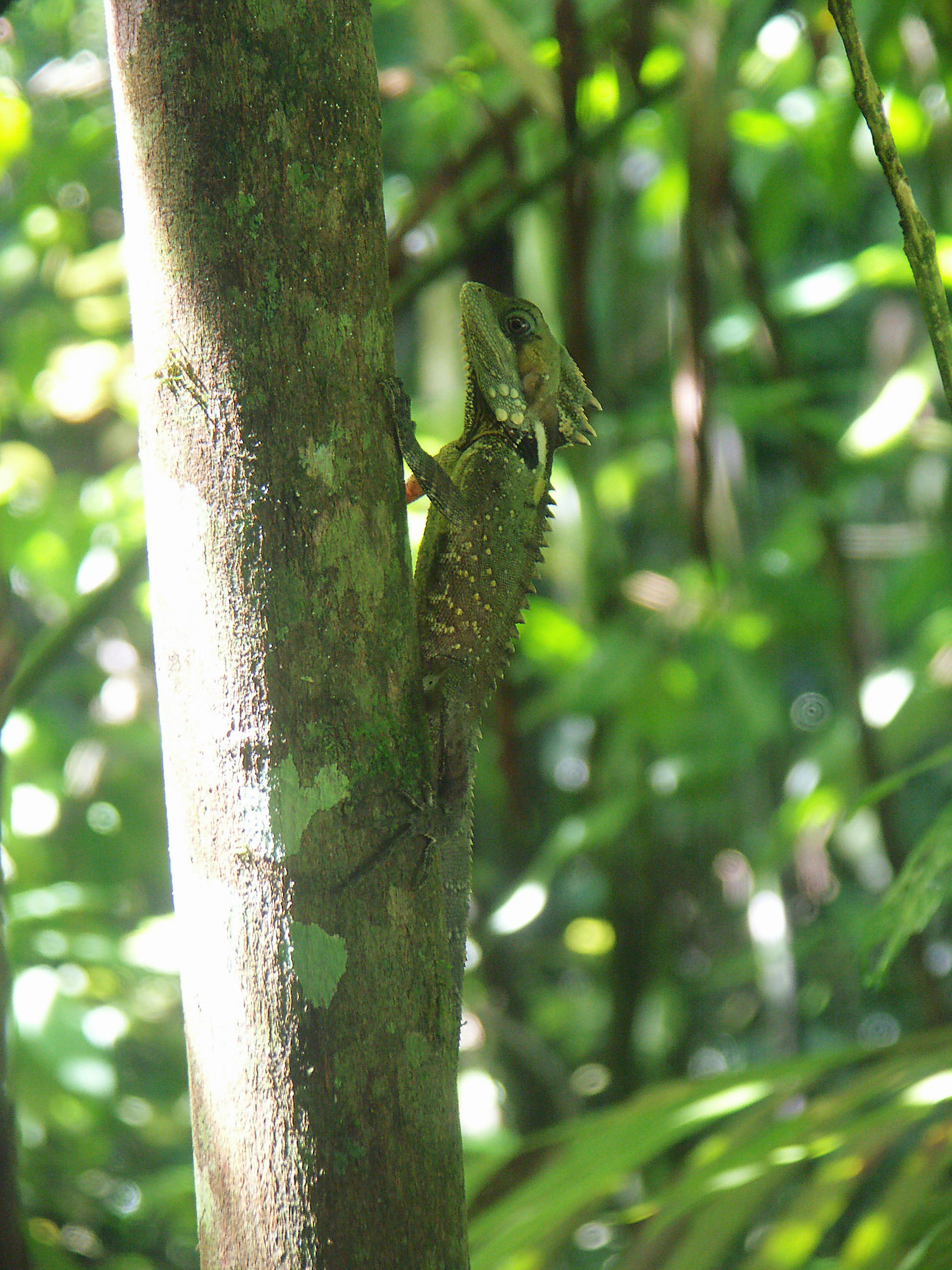
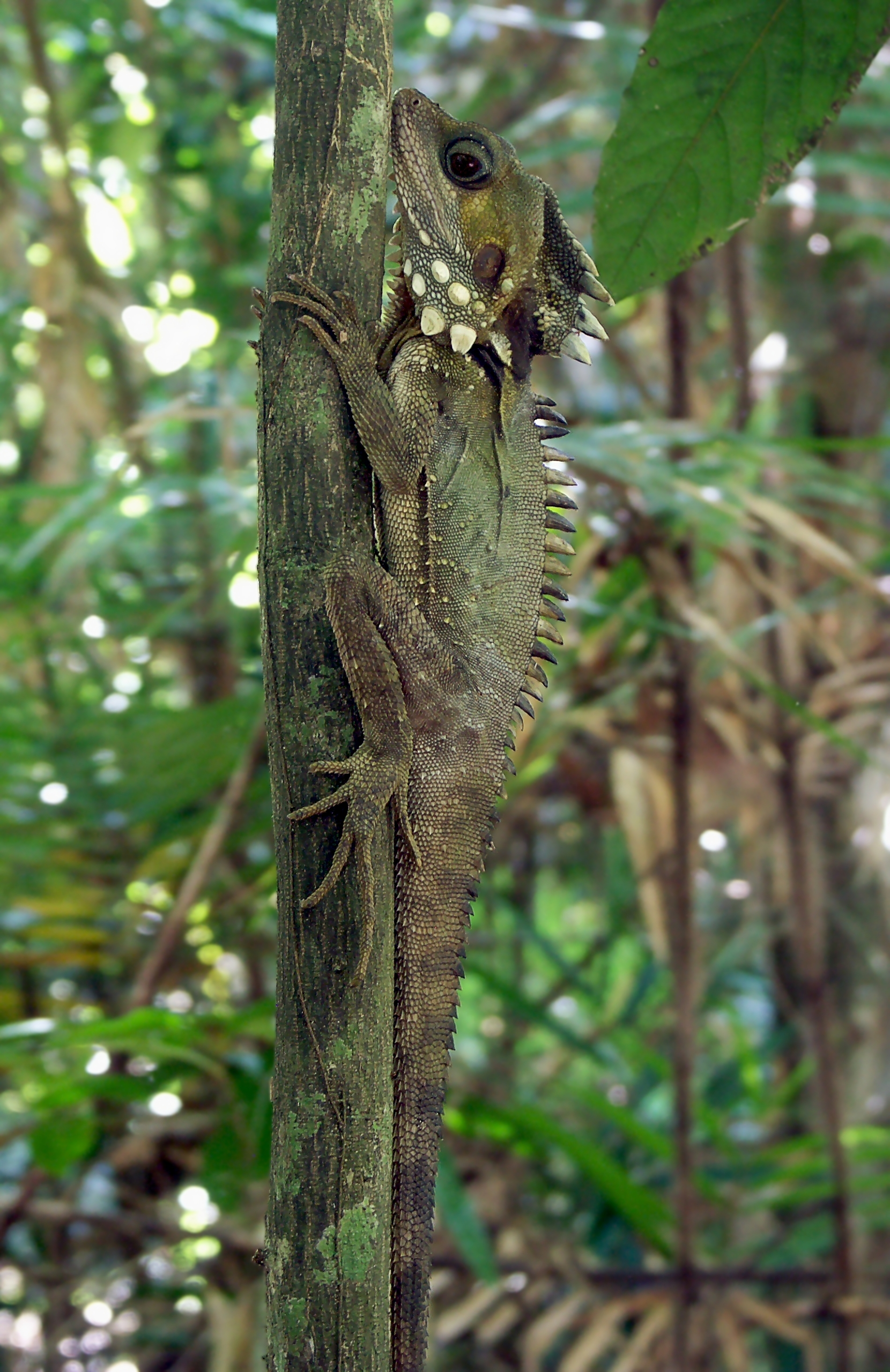